# Wir Christenleut

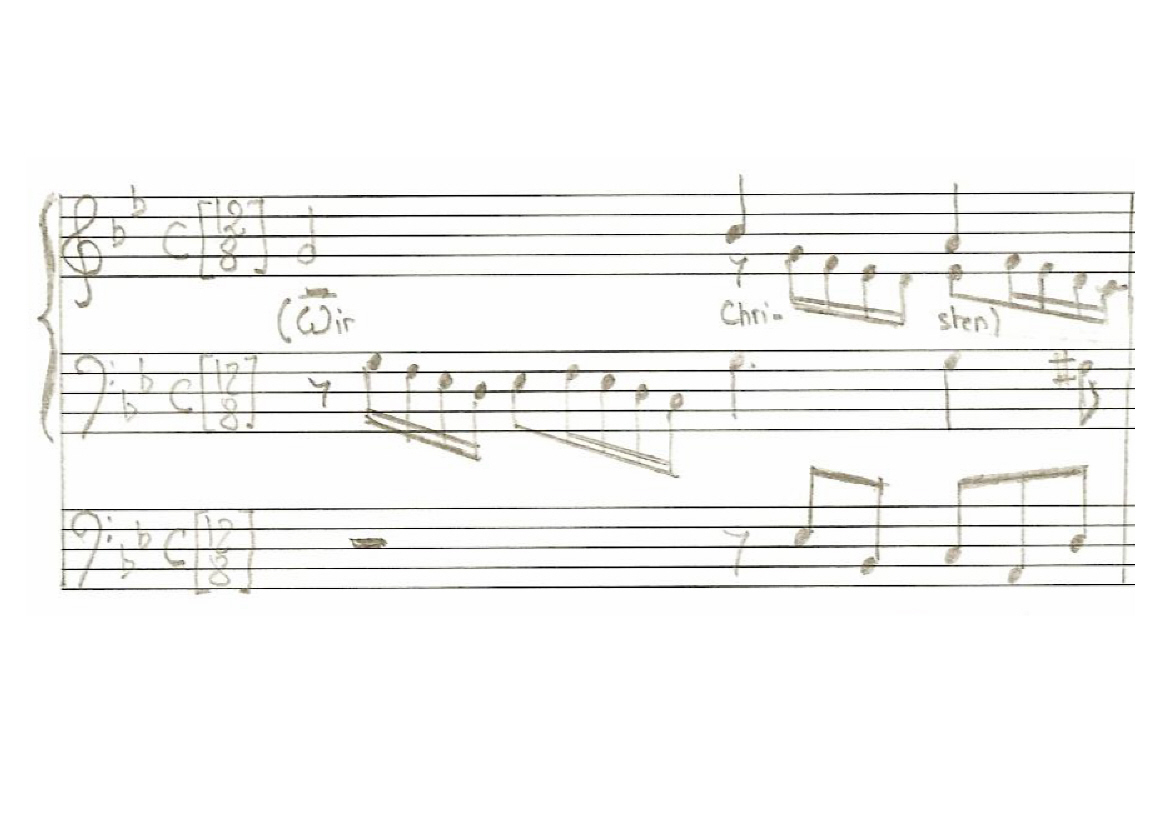
Première mesure, on peut remarquer que le rythme dominant du choral a déjà une place prépondérante.

Wir Christenleut [habn jetzund Freud] BWV 612 (en français « Nous le peuple du Christ ») est un choral de Jean-Sébastien Bach en sol mineur pour un clavier et pédalier en 12/8, issu de l'Orgelbüchlein (le « petit livre d'orgue »). Il est principalement articulé dans ses deux voix médianes autour du rythme croche / quatre doubles-croches, tandis que le pédalier développe une série de croches et que le chant au soprano est sur un rythme plus lent (noires et blanches). Le choral se clôt sur une tierce picarde.

## Discographie[1]
- 45 chorals de l'Orgelbüchlein par G.C.Baker, FY
- 45 chorals de l'Orgelbüchlein par Chapuis, Valois
- 45 chorals de l'Orgelbüchlein par Litaize, Decca